# Meister des Deichsler-Altars

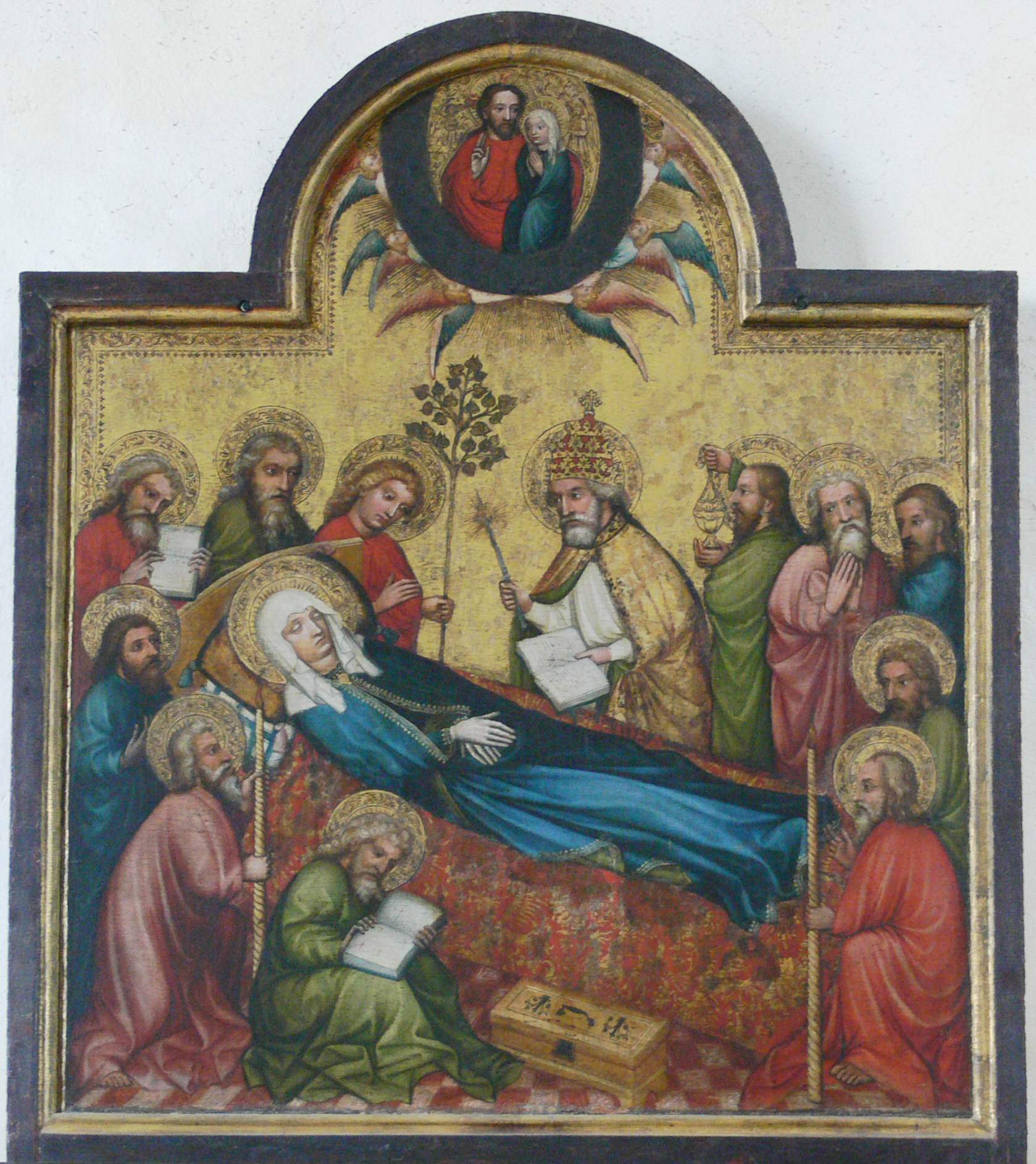
Meister des Deichsler-Altars: "Tod Mariens", um 1420. Münnerstadt, St. Maria Magdalena

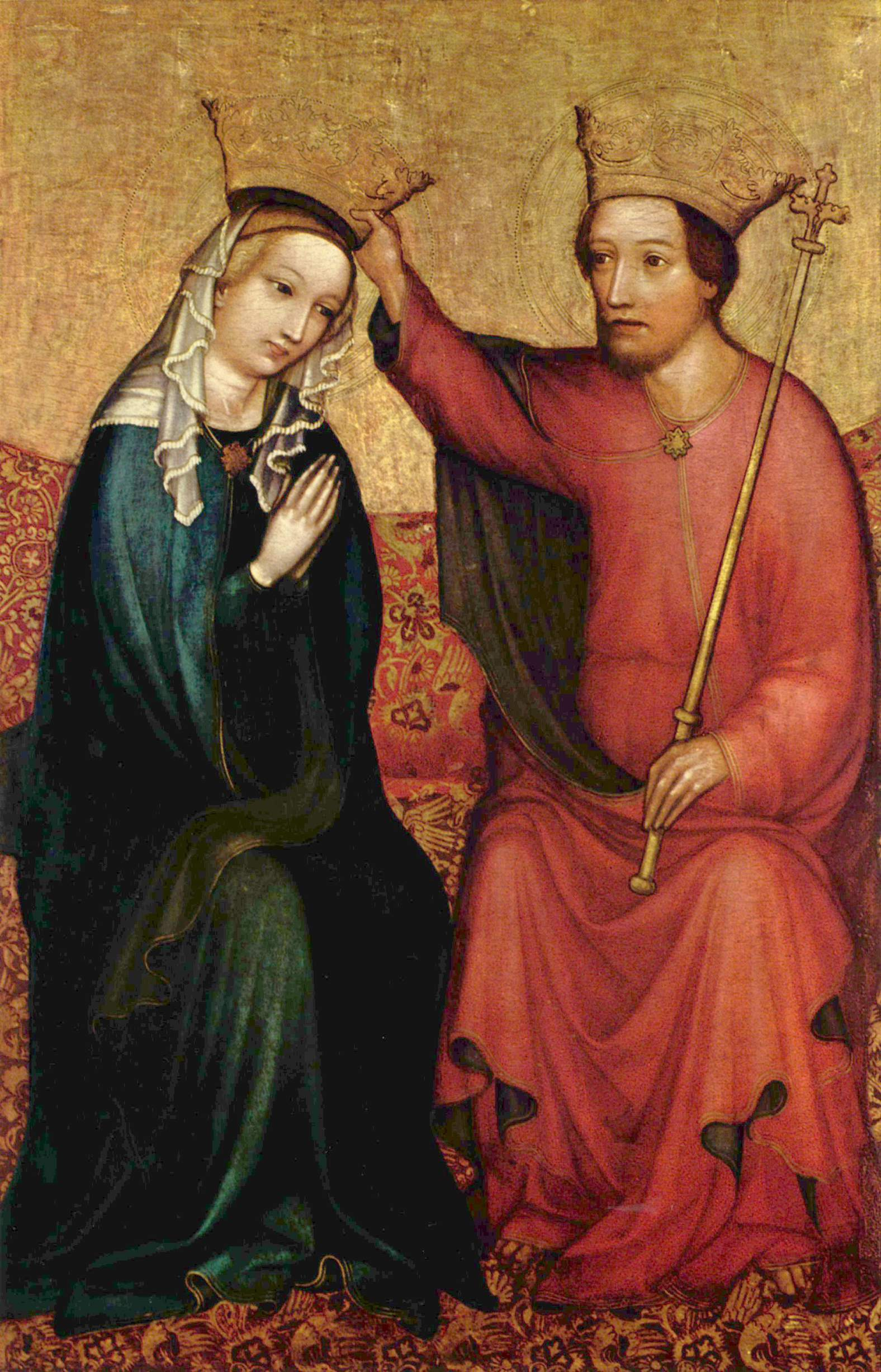
Meister des Deichsler-Altars (zugeschrieben): "Krönung Mariens", um 1418–1422 1420. Nürnberg, St. Lorenz

Als Meister des Deichsler-Altars wird ein gotischer Maler bezeichnet, der vermutlich um 1425 im Nürnberg des Mittelalters tätig war.

## Namensgebung
Der Meister des Deichsler-Altars erhielt seinen Notnamen nach einem von ihm um 1420 geschaffenen Flügelaltar, den der Patrizier  Berthold Deichsler für die Dominikanerkirche zu Nürnberg gestiftet hatte. Dieser nach dem Stifter benannte Altar kam nach dem Abbruch der Dominikanerkirche in die Lorenzkirche.
Der Meister des Deichsler-Altars war eventuell auch für den von Konrad Imhoff, einem anderen Nürnberger Patrizier, für die Kirche St. Lorenz zu Nürnberg gestifteten Altar verantwortlich.

## Identifizierung
Es wurde vorgeschlagen, die beiden Deichsler-Altar und Imhof-Altar genannten Flügelaltäre dem um 1400 in Nürnberg tätigen Maler Berthold Landauer zuzuordnen. Diese schon Anfang des Ende des 19. Jahrhunderts entstandene These bleibt jedoch umstritten und die Werke werden weiterhin unter dem Notnamen des Meister des Deichsler-Altars, letzteres manchmal auch unter Namen eines Meister des Imhoff-Altars geführt.

## Stil und Einfluss
Der Meister des Deichsler-Altars scheint durch zeitgenössische böhmische Malerei beeinflusst. Er war möglicherweise Lehrmeister des sogenannten Meister des Cadolzburger Altars und beeinflusste eventuell auch den Meister des Bamberger Altars von 1429.

## Werke (Auswahl)
- Deichsler-Altar, um 1420. heute Berlin, Staatliche Museen zu Berlin – Preußischer Kulturbesitz, Gemäldegalerie
- Imhof-Altar, vor 1449, heute sechs Tafeln in St. Lorenz, Imhoffempore sowie zwei weitere Nürnberg, Germanisches Nationalmuseum
- Marientod und Maria mit Märtyrern (aus der Abtei Heilsbronn), seit 1833 in der Stadtpfarrkirche St. Maria Magdalena in Münnerstadt[2]